# The Garden (álbum de Silver Apples)
Beacon é o quarto álbum de estúdio do grupo Silver Apples, embora tenha sido lançado antes de The Garden produzido anteriormente, é considerado o terceiro álbum da cronologia da banda. Contou com Steve Albini na produção como engenheiro de som.

## Faixas
1. "I Don't Care What the People Say" (Simeon) - 3:08
2. "Tabouli Noodle" (Simeon) - 4:18
3. "Walkin'" (Simeon) - 4:07
4. "Cannonball Noodle" (Simeon) - 5:29
5. "John Hardy" (Tradicional) - 2:22
6. "Cockroach Noodle" (Simeon) - 2:24
7. "The Owl" (Simeon) - 3:23
8. "Swamp Noodle" (Simeon) - 2:58
9. "Mustang Sally" (Rice) - 3:15
10. "Anasazi Noodle" (Simeon) - 3:20
11. "Again" (Tradicional) - 2:58
12. "Starlight Noodle" (Simeon) - 4:39
13. "Mad Man Blues" (Simeon) - 3:13
14. "Fire Ant Noodle" (Simeon) - 3:43